# Anatolij Fedjukin
Anatolij Viktorovitj Fedjukin (ryska: Анатолий Викторович Федюкин), född 26 januari 1952 i Voronezj, Sovjetunionen, död 29 juli 2020, var en sovjetisk handbollsspelare.
Han var med och tog OS-guld  1976 i Montréal. Han tog därefter OS-silver 1980 i Moskva.